# Intercorrência médica
Intercorrência médica é o termo que define a ocorrência de um evento inesperado em um procedimento médico, que não poderia ser em geral previsto ou alertado ao paciente.
Todo e qualquer procedimento, desde o mais simples até o mais complexo, está sujeito a complicações inesperadas, o que não incorre necessariamente em erro médico.
Isso ocorre devido ao fato de que, muito embora o médico possa realizar o procedimento corretamente, seguindo todos os padrões de segurança e todas as normas técnicas, as reações orgânicas dos pacientes ao tratamento podem variar de pessoa para pessoa, o processo de cicatrização pode ser pior que a média, a pessoa pode ser mais susceptível que outras a infecções ou a pessoa pode ter variações anatômicas imprevisíveis em relação à normalidade, que são genéticas e impossível ao médico prever.
Um exemplo possível é a de um médico que, ao iniciar uma cirurgia de fígado em um paciente, descobre, durante a cirurgia, que este paciente tem veias a mais em relação ao normal de outros pacientes, e localizadas em locais diferentes, o que pode provocar uma mudança intra-operatória para adaptar-se ao imprevisto, que pode gerar sangramentos inesperados.
Outro exemplo é a de uma paciente que faz uma cirurgia plástica para colocação de prótese de mama. O médico faz tudo corretamente, limpeza, assepsia, colocação absolutamente correta da prótese, e ainda assim a paciente apresenta rejeição à prótese e encapsulamento da mesma.
Nestes casos, a justiça entende que não houve erro médico, uma vez que todos os protocolos corretos e passíveis de seguimento pelo médico foram seguidos, e os maus resultados ocorreram em decorrência de reações imprevistas do organismo do paciente.
Alergias são outro bom exemplo. É absolutamente impossível prevenir ou prever o aparecimento de alergias quando o paciente não relata ao médico já as ter tido a alguma substância, pois alergias são completamente impossíveis de evitar a menos que conheça-se previamente sua causa.
Portanto, um paciente que toma um medicamento que nunca tomou e que apresenta alergia ao mesmo apresenta uma "intercorrência médica"; uma variação a reação de seu próprio organismo.
Isso também se aplica ao processo de cicatrização de um paciente. Quando de uma cirurgia plástica ou procedimento estético, embora realizado corretamente, a estética da cicatriz (como aparecimento de quelóides, cicatrizes hipertróficas ou atróficas) depende muito mais das reações orgânicas do paciente do que das técnicas utilizadas, e em se observando conduta adequada do profissional quando da realização do procedimento, também são classificadas como intercorrência médica.

Tais intercorrências também chamadas na área medica de iatrogenia. O termo iatrogenia vem do grego e refere-se a qualquer alteração patológica provocada no paciente pela má prática médica.  Na questão jurídica, nem toda iatrogenia pode ser considerada erro médico, mas uma consequência previsível na literatura como intercorrência previsível dentro do espectro de tratamento. 

Normalmente essas intercorrência viram processos de "erro médico", que apesar do nome, não é necessariamente "erro do médico", esse termo amplamente utilizado em nosso direito, acaba erroneamente "acusando" o profissional médico. Quando um Médico recebe um processo Cível, Criminal ou Ético, a incerteza bate a porta, seu estudo em medicina difere muito do mundo jurídico, as palavras se tornam complexas, e o auxílio de um advogado não especializado na área médica pode comprometer sua sentença. Termos e procedimentos médicos não são corriqueiros na vida do profissional do Direito, o que o Médico necessita nessa hora é a certeza que terá um advogado a altura de defender seus procedimentos, sua ética e sua reputação. Um bom advogado, atrelado a um seguro de responsabilidade civil (RC Médico), irá proteger o profissional, e resguardar os direitos do paciente, uma vez que este terá o amparo financeiro (pelo seguro), para se reestabelecer e/ou tornar sua vida aceitável do ponto de vista financeiro.

Fonte: 
https:www.libelulaseguros.com.br
https:www.felipenurchis.com.br